# غريغ وندغرين
غريغ وندغرين (بالإنجليزية: Greg Lundgren)‏ هو مؤلف ومخرج أمريكي، ولد في 1969 في بالفيو في الولايات المتحدة.